# Nõmme (wijk)
Nõmme is een subdistrict of wijk (Estisch: asum) binnen het gelijknamige stadsdistrict in Tallinn, de hoofdstad van Estland. De wijk telde 6.290 inwoners op 1 januari 2020. De oppervlakte bedraagt 4,80 km²; de bevolkingsdichtheid is dus ongeveer 1.300/km². De naam hangt waarschijnlijk samen met nõmm, het Estische woord voor ‘heide’.
De wijk grenst vanaf het noorden met de wijzers van de klok mee aan de wijken Mustamäe, Rahumäe en Männiku, de gemeente Saku en de wijken Pääsküla, Kivimäe, Hiiu en Vana-Mustamäe.

## Geschiedenis

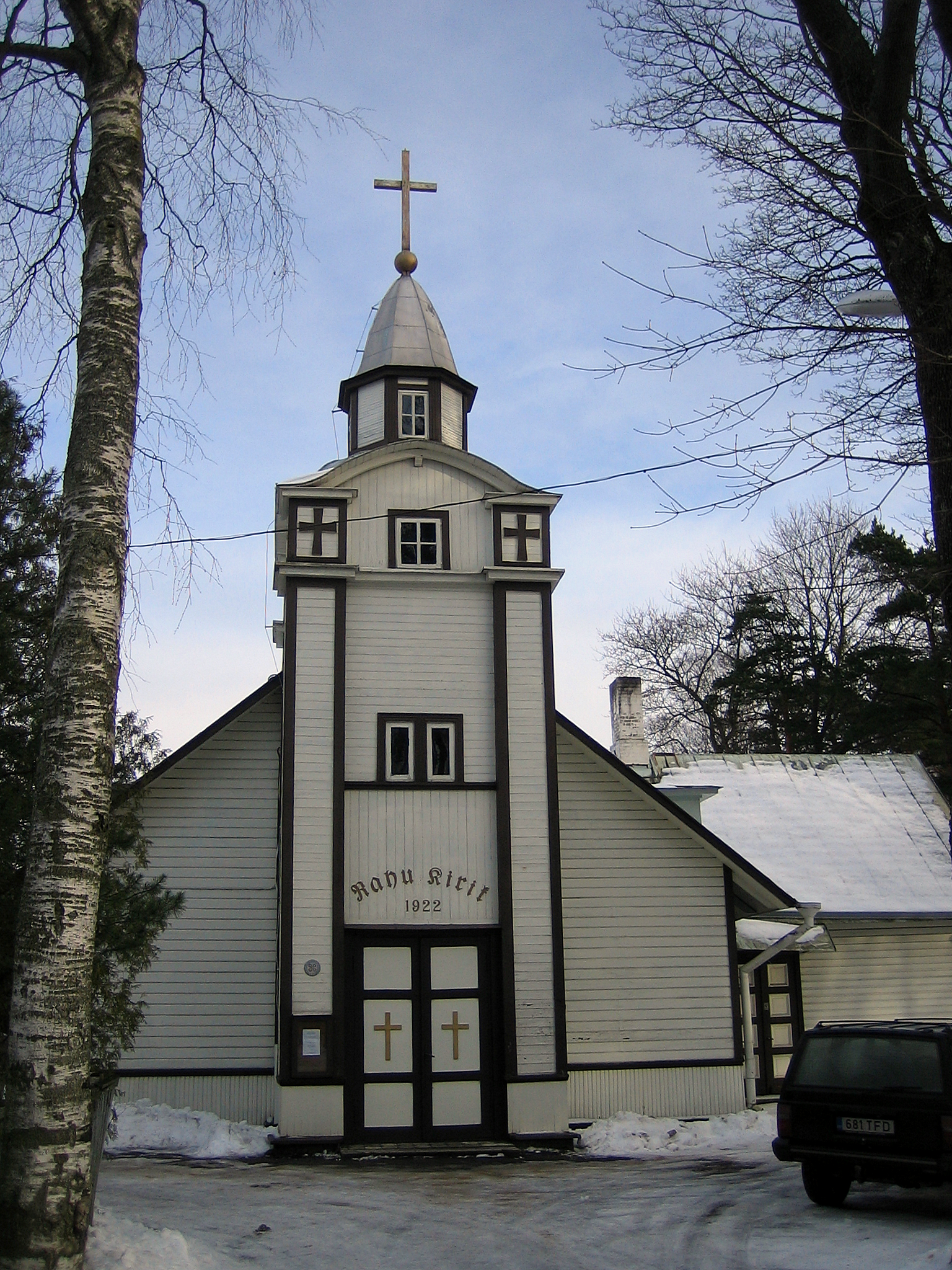
De Vredeskerk

Nõmme hoorde ooit tot het landgoed Jälgimäe. De hoofdzetel van het landgoed, het landhuis Jälgimäe, ligt nu in het gelijknamige dorp in de gemeente Saku. Op een kaart uit het einde van de 18e eeuw blijkt in het deel van het landgoed dat later Nõmme zou worden, een herberg te staan. In 1870 werd de spoorlijn Tallinn-Paldiski aangelegd, die over het terrein van het latere Nõmme liep. In 1872 kreeg het gebied een eigen station aan deze spoorlijn. Op die plaats staat nu het station Nõmme. De toenmalige eigenaar van Jälgimäe, Nikolai von Glehn, stelde vanaf 1873 stukken grond in de buurt van het station beschikbaar voor de bouw van datsja’s voor gegoede burgers. Volgens de overlevering moet von Glehn gezegd hebben: ‘Hier moet een stad komen.’
De nederzetting van vakantiehuisjes groeide voorspoedig en kreeg de naam Nõmme. Geleidelijk kreeg ze ook steeds meer vaste bewoners naast de eigenaars van de datsja’s. In 1908 kreeg ze het recht om een markt te houden; in 1917 kreeg ze de status van ‘vlek’ (groter dorp). In 1923 werd Nõmme samen met de omringende wijken een aparte gemeente, die in 1926 de status van stad kreeg.
In de loop der jaren kreeg Nõmme steeds meer faciliteiten. In 1913 stelde von Glehn een terrein beschikbaar voor de bouw van een kerk. Dankzij de Eerste Wereldoorlog (1914-1918) liep de bouw nogal wat vertraging op. Pas in 1930 was de kerk helemaal klaar. Ze kreeg de naam Rahu kirik (Vredeskerk) naar de Vrede van Tartu, die in 1920 de onafhankelijkheid van Estland bevestigde.
In 1930 kreeg Nõmme ook een overdekte markthal. Het houten gebouw werd in 2009 grondig gerestaureerd, maar brandde in april 2010 tot de grond toe af. Opnieuw werd begonnen met de wederopbouw, maar nu in hout dat speciaal behandeld was om het brandwerend te maken. In november van dat jaar stond de hal er weer.
In 1924 kwam een bioscoop gereed. In 1946 werd het gebouw het culturele centrum Nõmme Kultuurikeskus. Hier vindt onder andere het festival Nõmme Jazz plaats.
In 1940, na de bezetting van Estland door de Sovjet-Unie, werd de stad Nõmme bij Tallinn gevoegd. Afgezien van een paar grenscorrecties is de vroegere stad Nõmme nu het stadsdistrict Nõmme. De huidige wijk Nõmme is de vroegere stadskern.

## Voorzieningen
In de wijk is een ziekenhuis gevestigd, het Nõmme Sisehaiguste Haigla (‘Ziekenhuis voor interne geneeskunde in Nõmme’).
De wijk heeft een eigen museum, gewijd aan de geschiedenis van Nõmme. Het Nõmme Museum is gevestigd in het vroegere stationsgebouw. In de wijk woonde de Estische schilder Kristjan Raud (1865-1943). Zijn woonhuis is nu een museum.
Verder heeft de wijk een paar parken. In het zuiden ligt het moeras Pääsküla raba, 9 km² groot, dat doorloopt over het grondgebied van vijf wijken: Pääsküla, Kivimäe, Hiiu, Nõmme en Männiku. In het noorden, op de grens van Nõmme met Mustamäe en Rahumäe, ligt het Rahumäebos (Estisch: Rahumäe mets).

## Vervoer
De wijk heeft twee grote doorgaande wegen, die oost-west lopen, de Pärnu maantee en de Vabaduse puiestee. De Ehitajate tee komt vanuit de wijk Mustamäe in het noorden Nõmme binnen en komt uit op de Pärnu maantee.
Nõmme heeft een station aan de spoorlijn van Tallinn naar Paldiski. Het traject Baltisch Station-Pääsküla van deze spoorlijn was in 1924 de eerste spoorlijn in Estland die geëlektrificeerd was. Station Nõmme wordt nu bediend door Elron. Het stationsgebouw (dat sinds 2002 als museum in gebruik is) dateert uit 1928.
Nõmme wordt verder bediend door een aantal buslijnen.

## Foto’s

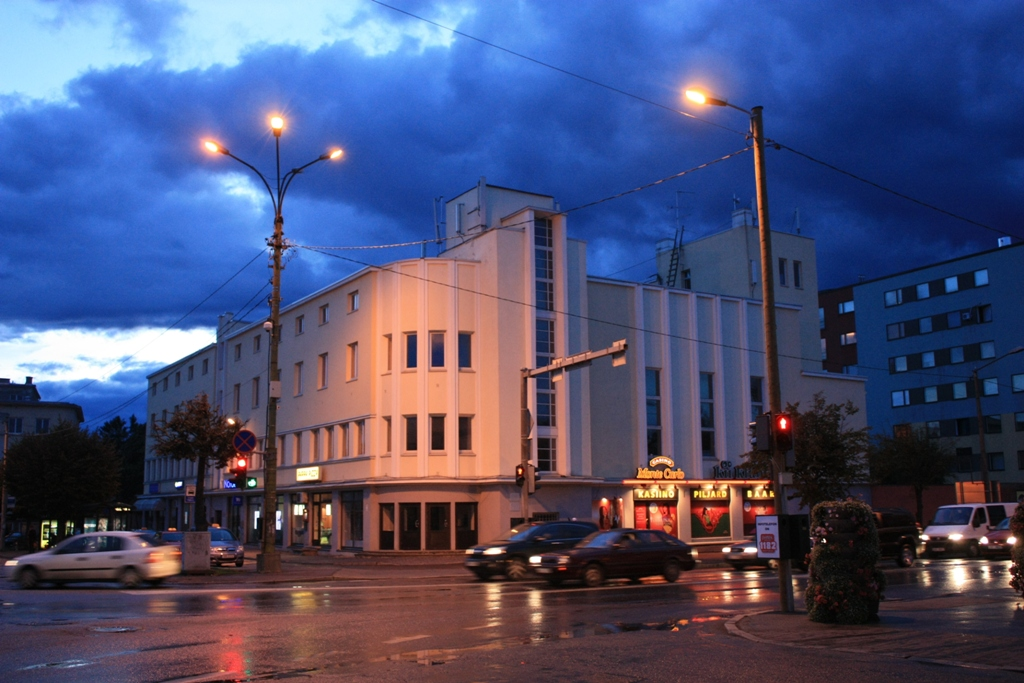
Het centrum van Nõmme
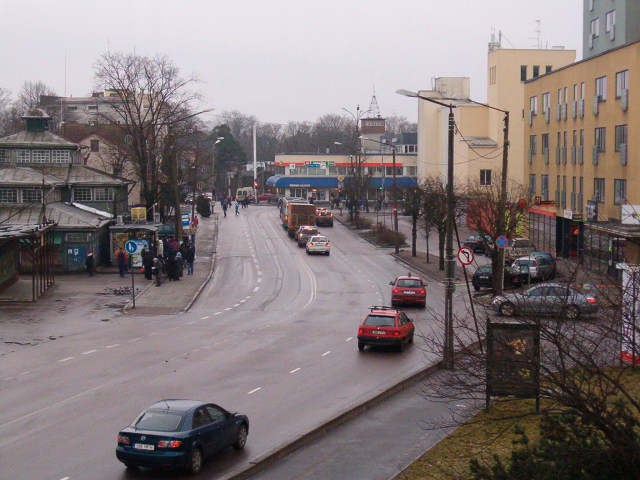
De markt in het centrum anno 2008
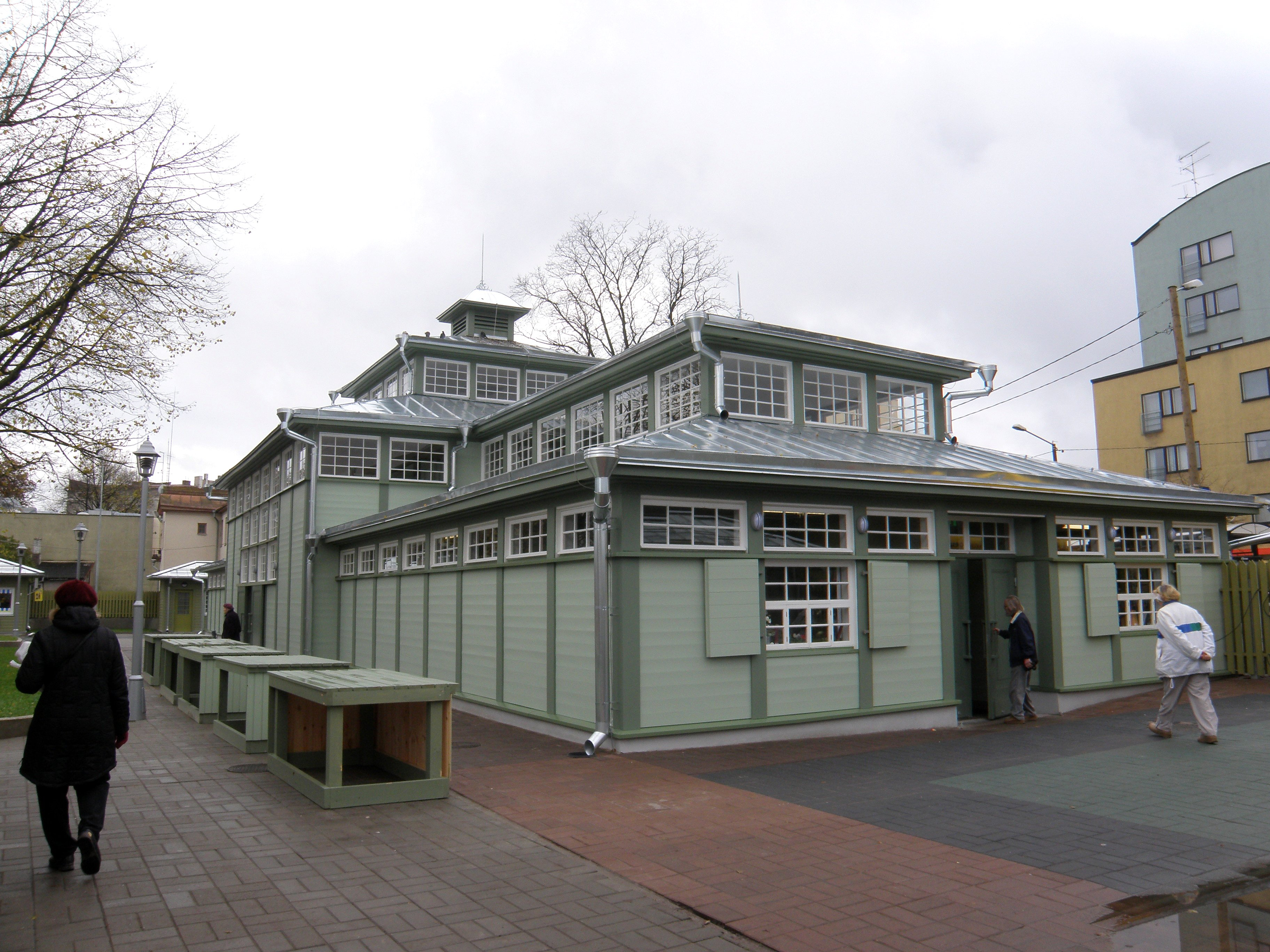
De markthal vóór de brand van 2010
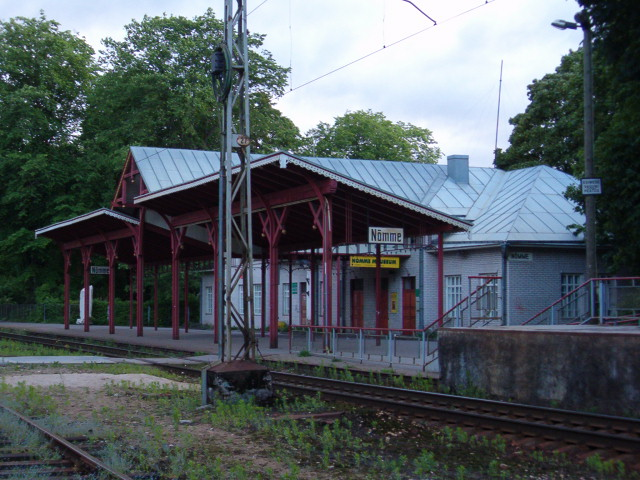
Het station van Nõmme
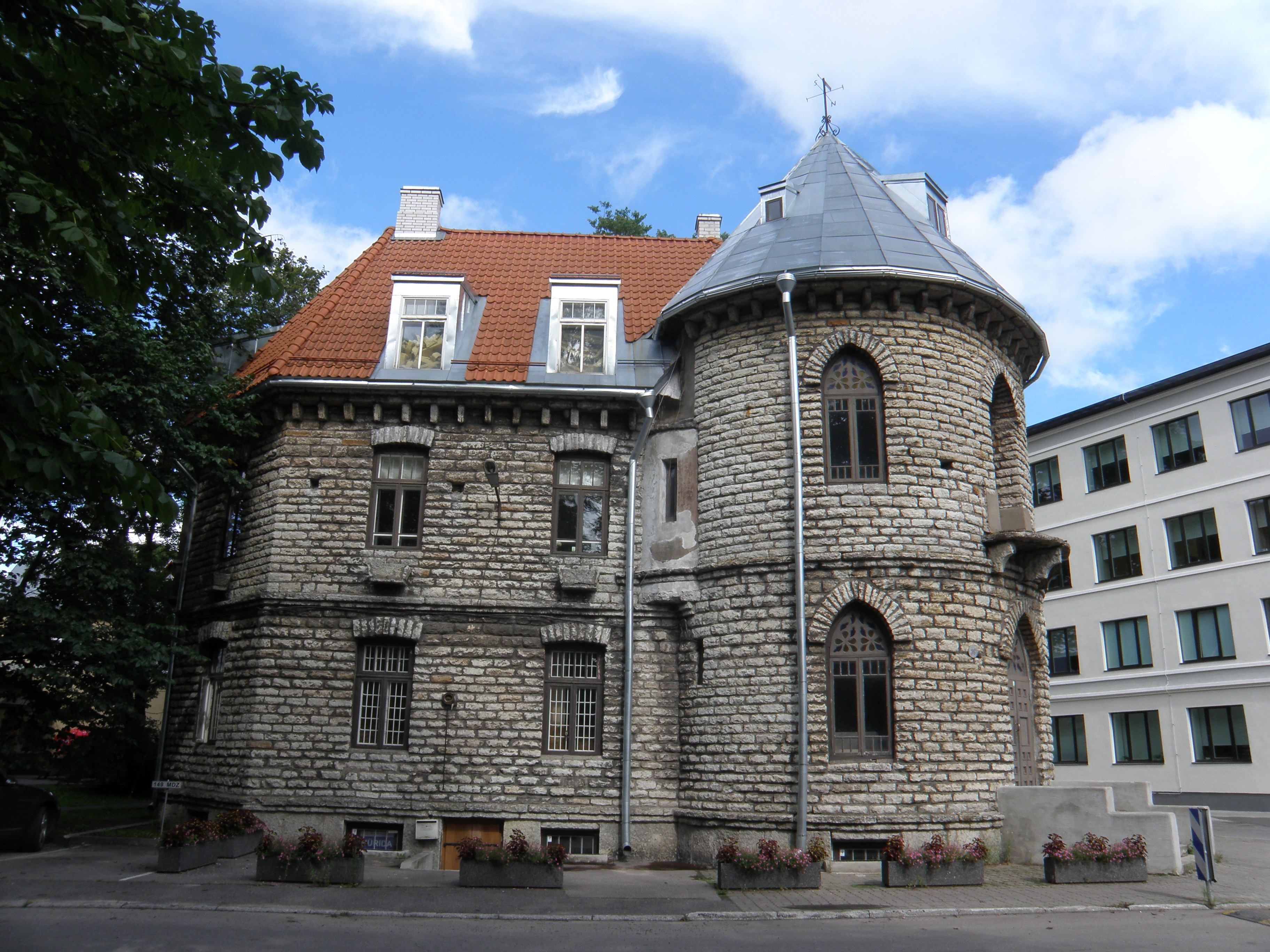
Postkantoor annex bankgebouw
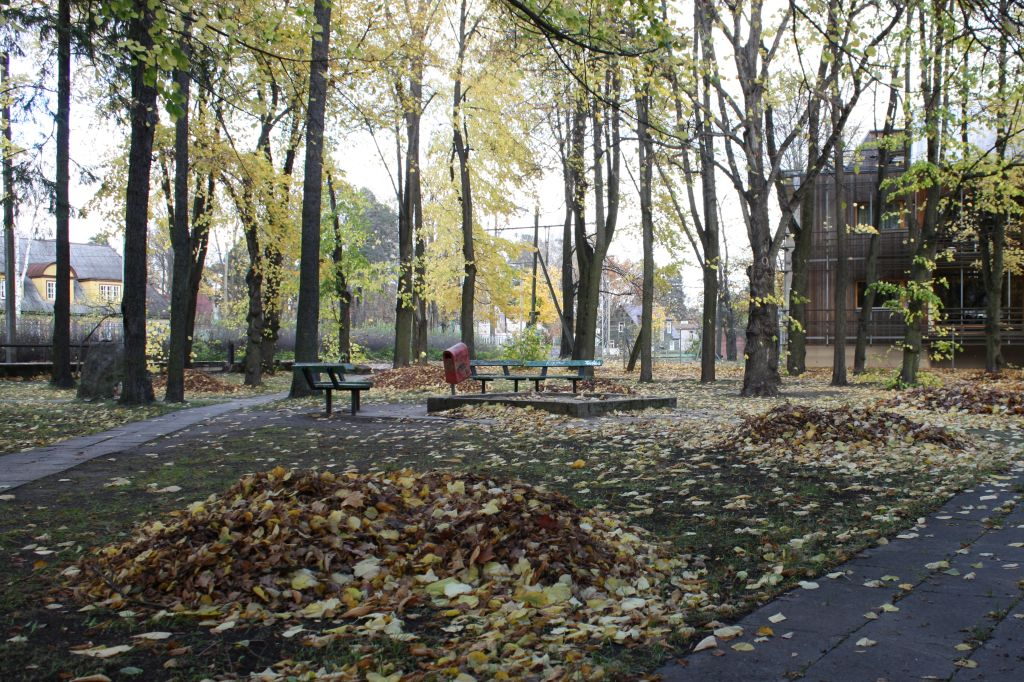
Het Mai park
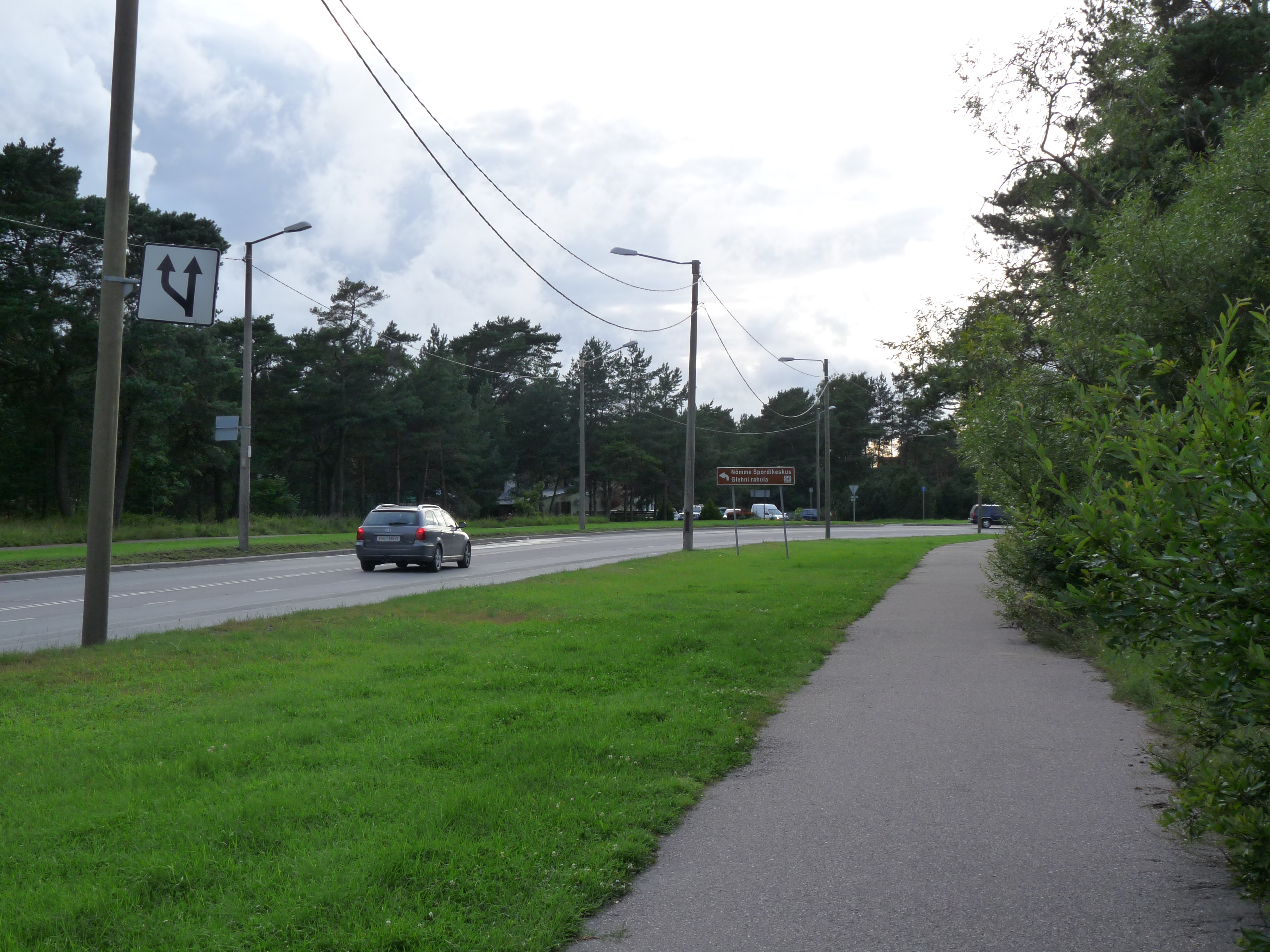
De Ehitajate tee